# Lee-rév
A Lee-rév átkelőhely a Colorado folyón az Amerikai Egyesült Államokban, Arizona állam Coconino megyéjében.
A Lee-rév 12 km-re van Page várostól és 14 km-re a Utah–Arizona-határtól.
A Lee-rév fontos szerepet töltött be a Grand Canyon környékén, mivel 100 kilométeren keresztül ez volt az egyetlen átkelőhely a Colorado folyón. 
Az átkelőhelyet John Doyle Lee mormon farmer és tisztviselő hozta létre, és ezért róla nevezték el. A Lee-rév több mint 60 évig az egyedüli átkelési lehetőség volt a folyón, amíg el nem készült a Navajo híd 1929-ben.
A Lee-rév több funkciót is betöltött: katonai előretolt állás, aranyásók egyik központja az 1920-as évekig, valamint vízszintmérési pont.
Manapság ismert horgászhely és csónakindulási pont a Colorado folyón, raftingosok indulási helye, akik a Grand Canyonon szeretnének csónakkal végigevezni.

## Képgaléria

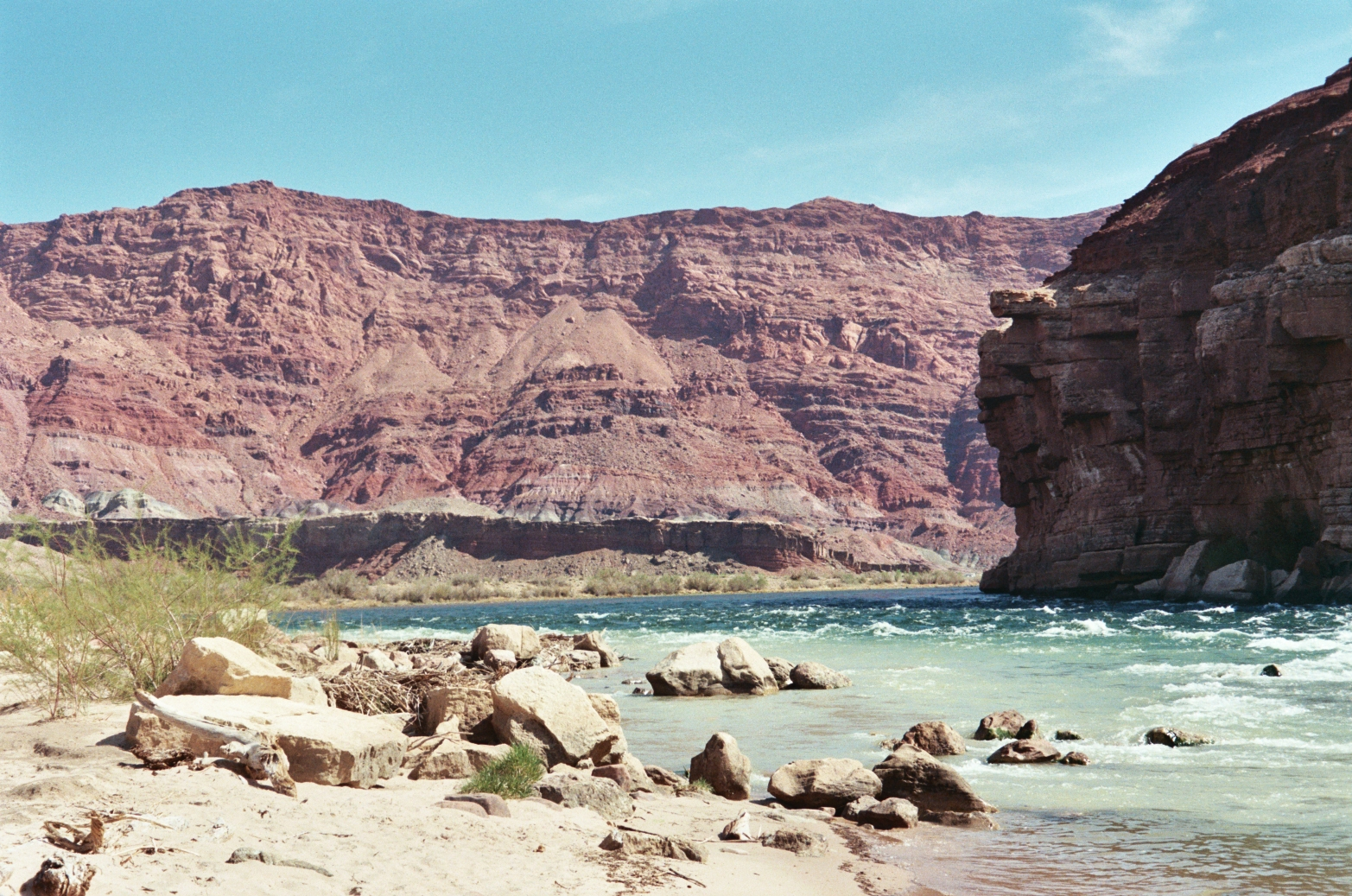
A Lee-rév közelében
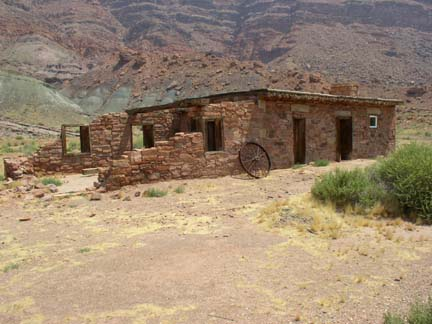
Lee egyik eredeti épülete
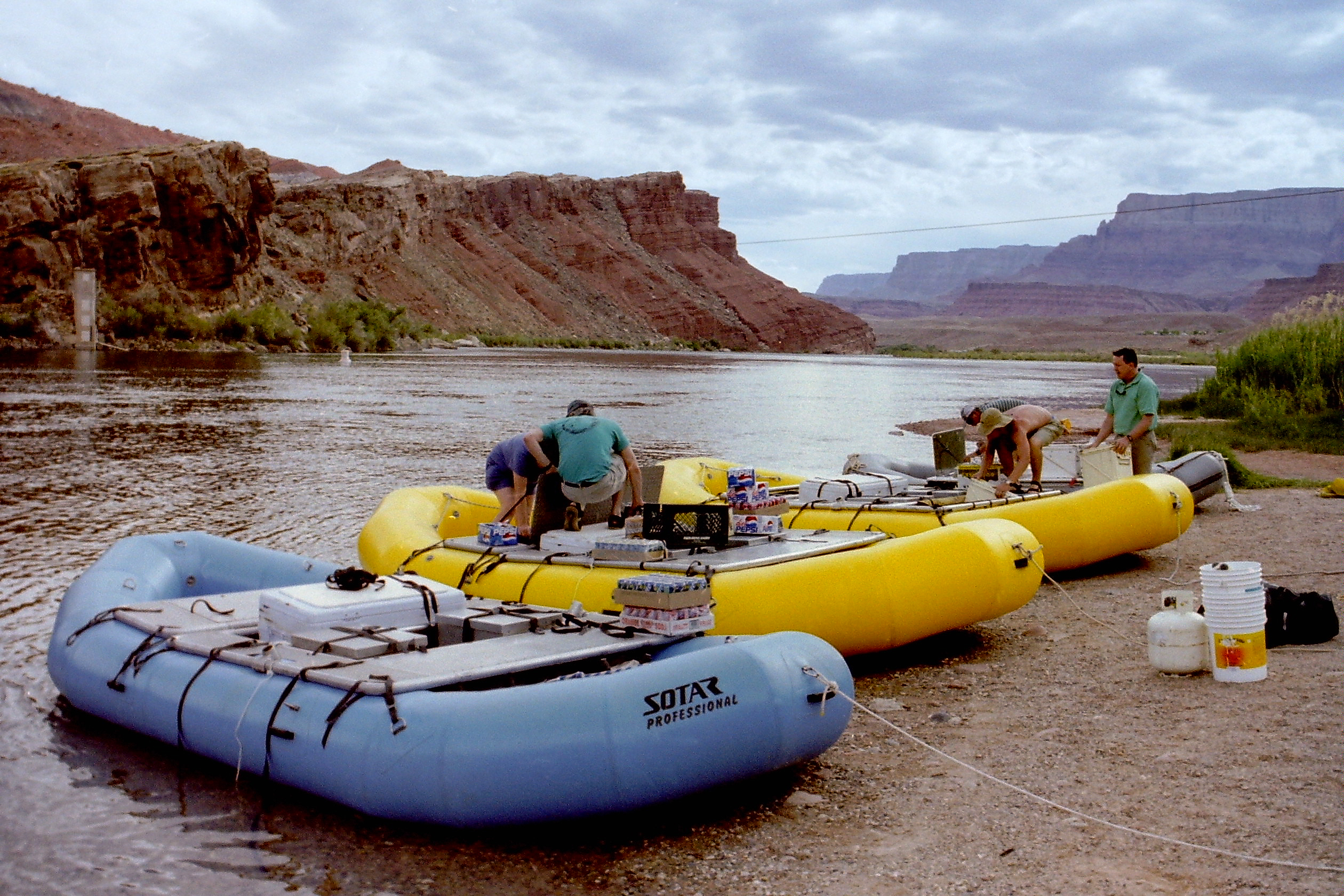
Raftingosok indulóhelye a Lee-révnél

## Fordítás
Ez a szócikk részben vagy egészben  a   Lee's Ferry című angol Wikipédia-szócikk ezen változatának fordításán alapul.  Az eredeti cikk szerkesztőit annak laptörténete sorolja fel. Ez a jelzés csupán a megfogalmazás eredetét és a szerzői jogokat jelzi, nem szolgál a cikkben szereplő információk forrásmegjelöléseként.